# Barbora Hodačová
Barbora Hodačová (* 18. srpna 1995 Teplice) je česká modelka a vítězka soutěže krásy Česká Miss 2019. Česko reprezentovala na mezinárodní soutěži Miss Universe 2019 v Atlantě, kde nepostoupila do finále. Závodně se věnovala basketbalu.

## Miss
Hodačová se zúčastnila soutěže Miss 25. srpna 2019, v níž zvítězila, když porazila dalších 11 kandidátek a převzala titul po úřadující Lee Šteflíčkové. Chystá se reprezentovat Česko na soutěži Miss Universe 2019.
Stala se tváří charitativní nadace Hvězdy dětem, která se zaměřuje na pomoc dětem v dětských domovech.
Po střední škole absolvovala Právnickou fakultu Univerzity Karlovy. Jejím přítelem je automobilový závodník Richard Chlad.